# Amiota bandai
Amiota bandai este o specie de muște din genul Amiota, familia Drosophilidae, descrisă de Chassagnard și Tsacas în anul 1997.
Este endemică în Malawi. Conform Catalogue of Life specia Amiota bandai nu are subspecii cunoscute.